# Arbejdernes Oplysningsforbund
Arbejdernes Oplysningsforbund (AOF) är en dansk organisation som är knuten till Socialdemokraterne och den danska arbetarrörelsen. Den driver idag c:a 130 aftonskolor, dagskolor och språkcentra och dess nuvarande ordförande är Ole Wehlast. Förbundet ingår i den nordiska paraplyorganisationen i ABF Norden, som samlar den nordiska arbetarrörelsens olika bildningsförbund.

## Historia
Beslutet om upprättandet av AOF togs på Socialdemokraternes (då Socialdemokratiet) kongress 1923 för att främja bildningen av dem som ansågs tillhöra arbetarklassen. Man hade det svenska Arbetarnas bildningsförbund (ABF), som upprättades 1912, som förebild. Förbundets ekonomiska och organisatoriska bas kom att bestå av den danska arbetarrörelsens främsta aktörer: De Samvirkende Fagforbund (numera LO), Det Kooperative Fællesforbund och Danmarks Socialdemokratiske Ungdom (DSU). Det var också dessa som, efter ett beslut på Socialdemokraternes huvudstyrelemöte 1922, utgjorde den kommitté som skulle etablera och organisera det nya förbundet. I januari 1924 samlades AOF:s styrelse för första gången och socialdemokraten C. V. Bramsnæs utsågs till förbundets ordförande. Vid förbundets bildande var det den första av sitt slag i Danmark.
Förbundet har haft ett uttalat mål om att erbjuda bildning och undervisning med utgångspunkt i arbetarklassen genom ett mångsidigt arbetsfält. Förutom föredrag, studiecirklar och sommarkurser driver förbundet även ett antal folkhögskolor och s.k. dagskolor för arbetslösa. Förbundet uppnådde på få år stor framgång med hundratals arrangemang årligen och med ett deltagarantal på c:a 170 000. Över hela Danmark upprättades omkring 100 lokala upplysningskommittéer under löpet av få år efter upprättandet av AOF. Redan 1925 inkluderades AOF i finanslagstiftningen och tilldelades ett bidrag på 10 000 danska kronor årligen.
Förbundets kurser hölls oftast på de s.k. arbetarhögskolorna och tog ofta utgångspunkt ifrån Det Kooperative Fællesforbund och fackföreningarna. Under 1920- och 30-talen växte AOF och flera, redan etablerade, folkhögskolor blev en del av förbundet. Till dessa hör bland annat Esbjerg Højskole och Roskilde Højskole, vilka övergick till en fonds ägo 1950. 1930 upprättades AOF:s Filmcentral, som importerade dokumentärfilmer från Tyskland och Österrike som ansågs vara av värde för arbetarrörelsen. Filmcentralen producerade också filmer som användes i propagandistiska sammanhang. Utöver detta var AOF dessutom en av de organisationer som upprättade Nordens Folkhögskola i Genève 1931. Förbundet utvidgades också med att en brevskola upprättades 1935, Arbejdernes Kunstforening instiftas 1936 och flera aftonskolor startades upp.
Tillsammans med Foreningen for Folkehøjskoler stiftade AOF Dansk Folkeoplysnings Samråd 1941. Denna organisation hade till uppgift att samla den danska folkupplysningsrörelsen och bilda ett nationellt och demokratiskt forum under Nazi-Tysklands ockupation av Danmark.
1959 upprättades AOF:s Forlag som skulle stå för utgivningen av böcker och undervisningsmateriel till den omfattande kurs- och föredragsverksamheten som vuxit fram inom AOF. Förlaget står även för utgivningen av undervisningsmateriel till den danska fackföreningsrörelsens interna utbildningar. 1961 blir förbundets lokala enheter pålagda att betala en medlemsavgift till AOF:s landsförbund. Vid decennieskiftet 1969/1970 gick kurserna inom AOF och andra förbund från att vara gratis till att kursdeltagarna ålades att betala en del av kurskostnaderna själva. Detta var ett resultat av att ändringar gjordes av den danska fritidslagstiftningen. Under samma period lades AOF:s brevskola ned liksom en av förbundets biografer, World Cinema. Under 1970-talet upprättades dock Arbejderbevægelsens Skolekontaktudvalg och FIU-utbildningarna (Fagbevægelsens Interne Uddannelser). Den senare erbjuder utbildning till förtroendevalda och fackligt aktiva inom den danska fackföreningsrörelsen. Under 1980-talet lades AOF:s Filmcentral ned, AOF Erhverv upprättades 1986 och Arbejderbevægelsens Skolekontaktudvalg lämnades över till LO 1989.

## Förbundsordförande
Listan är för tillfället ofullständig!
- C.V. Bramsnæs (1924-1949)
- Max Bæhring (1980-2005)
- Jane Korczak (2005-2011)
- Ole Wehlast (2011-)